# Arco delle Scalette
L'Arco delle Scalette è un arco celebrativo situato a Vicenza in piazzale Fraccon e costruito nel 1595, il cui progetto è stato attribuito all'architetto Andrea Palladio (1576 circa).

## Storia
Collocato al margine sud-orientale del centro storico della città, l'arco segnava l'inizio del primo percorso di salita per i pellegrini che si recavano al Santuario della Madonna di Monte Berico (sorto ai primi del Quattrocento), quello costituito appunto dalle Scalette, 190 gradini suddivisi in rampe. Era il principale e praticamente unico punto di accesso dalla città al santuario prima della realizzazione, a metà Settecento, dei portici di Francesco Muttoni.
Poco chiara appare la genesi e l'autografia dell'arco. Certe appaiono la data di costruzione, fissata al 1595 (15 anni dopo la morte di Palladio), e l'identità del committente, il capitano veneziano Giacomo Bragadin. Altrettanto documentate sono le richieste dei frati del santuario, risalenti al 1574-1576, che chiedono alla comunità un sostegno finanziario per la ristrutturazione dell'intero percorso delle Scalette, ma nulla prova che l'arco fosse incluso del processo di rinnovamento generale, che per altro investe anche lo stesso santuario. Altrettanto incerta è l'originale configurazione dell'arco, che in immagini seicentesce mostra nicchie frontali, successivamente spostate nell'intradosso per accogliere l'Annunciazione di Orazio Marinali.
Appaiono evidenti la matrice palladiana ed una rielaborazione dello schema costruttivo dell'Arco di Traiano a Ancona. Si riscontrano inoltre non poche affinità con l'Arco dei Gavi a Verona e l'Arco dei Sergi a Pola.
Il monumento attuale è stato quasi completamente ricostruito, utilizzando dove possibile il materiale originario, a seguito dei danni subiti durante un bombardamento aereo nel 1944.

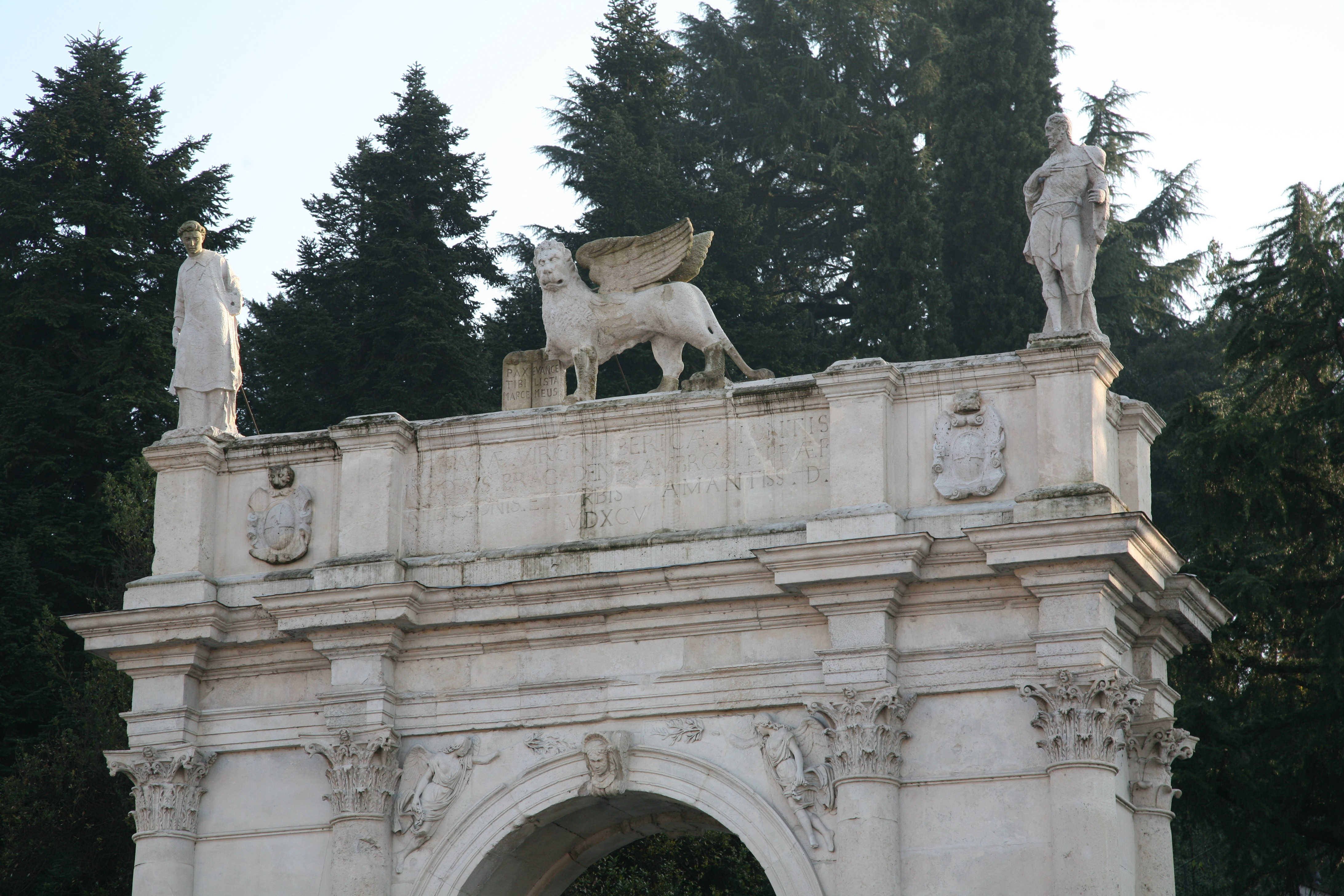
Dettaglio con le statue del coronamento
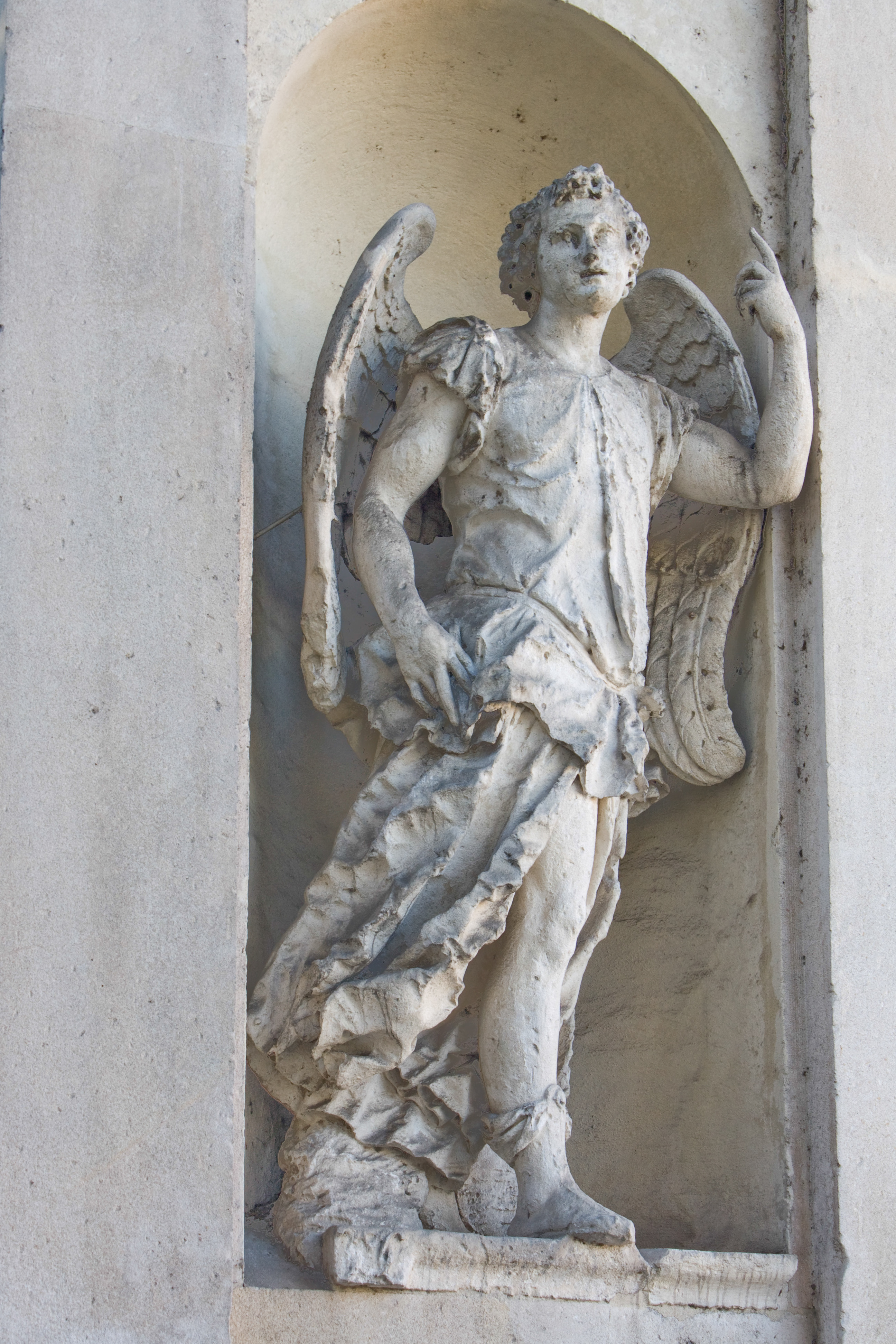
Statua dell'arcangelo Gabriele nell'intradosso dell'arco
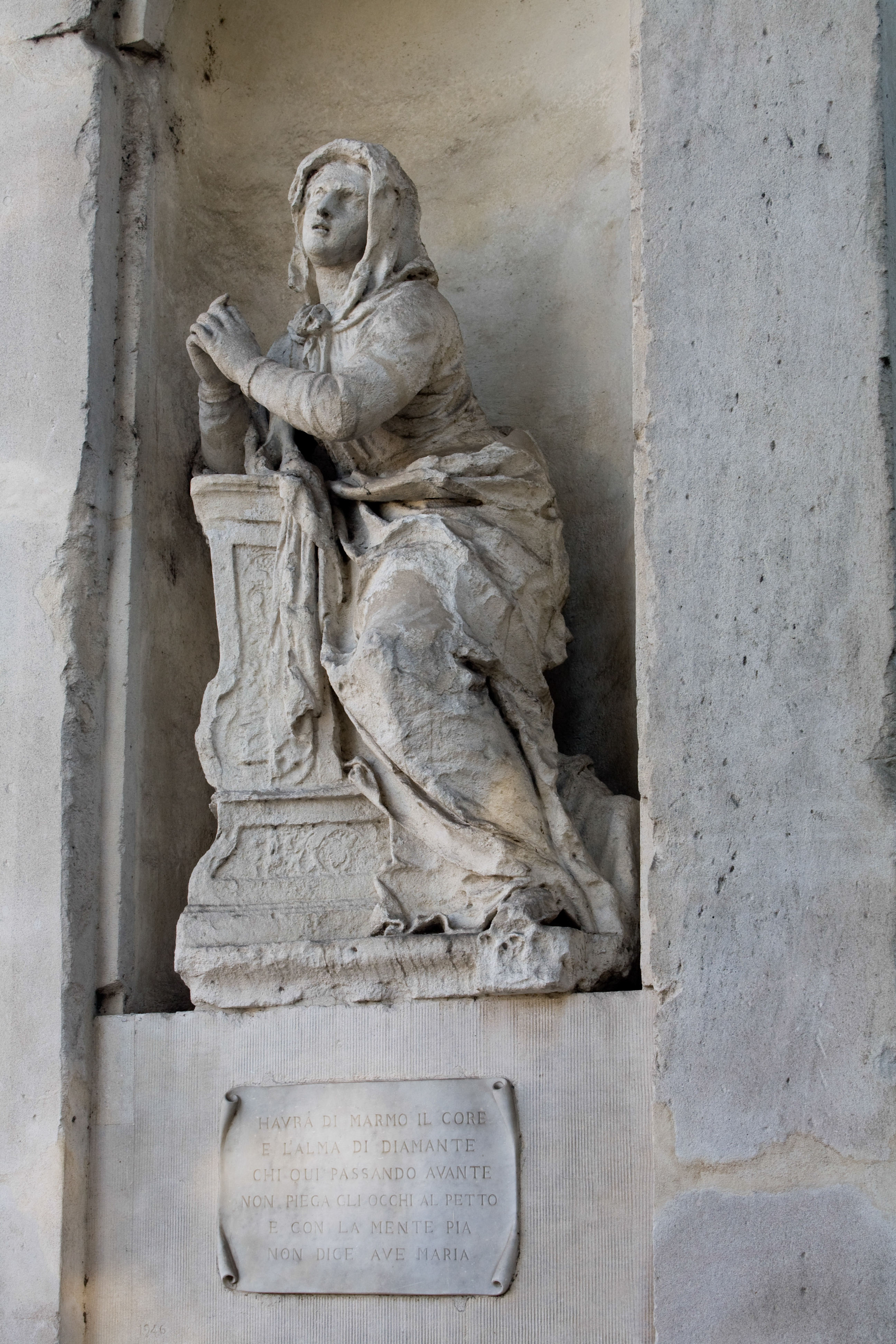
Statua della Vergine Maria nell'intradosso dell'arco
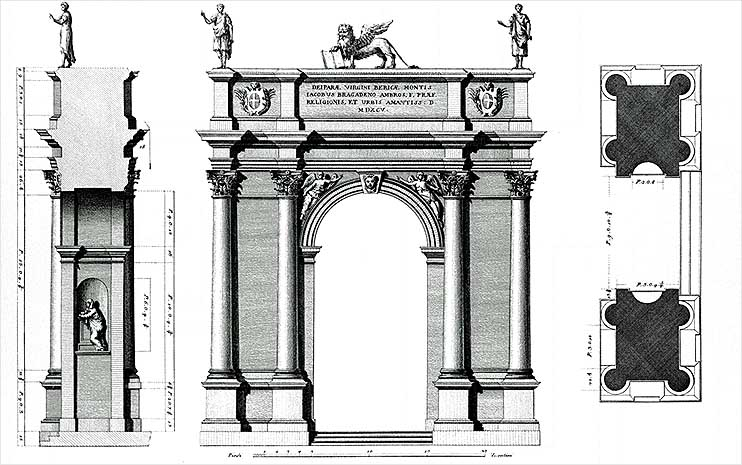
L'Arco delle Scalette: pianta, prospetto e sezione (Ottavio Bertotti Scamozzi, 1776)
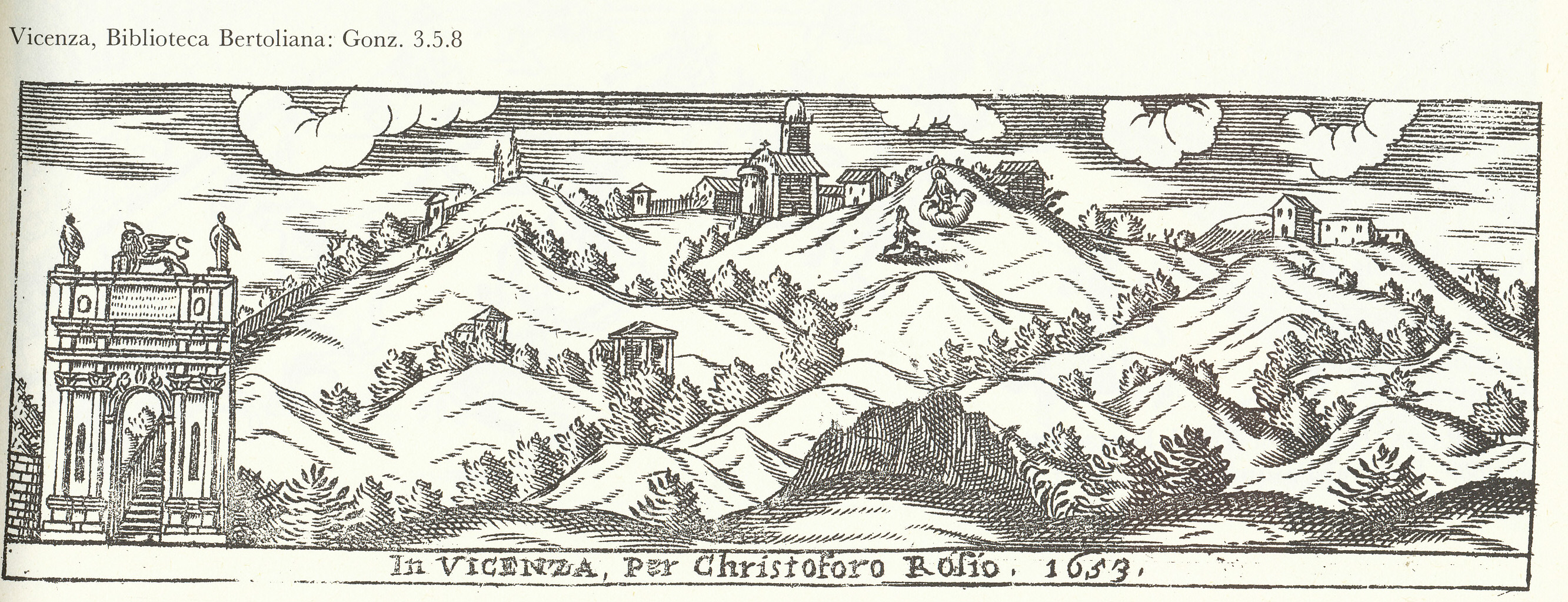
Incisione di Cristoforo Rosio, 1653[3], con l'arco delle Scalette, il Monte Berico, la chiesa e l'apparizione della Madonna.